# The Jeffersons (South Park)
The Jeffersons (aflevering #806) is een aflevering van de amimatieserie South Park. Het is de zesde aflevering van seizoen 8. De aflevering is een parodie op Michael Jackson, hoewel hij nergens bij naam wordt genoemd. Verschillende momenten uit Michael Jacksons leven worden op de korrel genomen, Mr. Jefferson zingt verschillende Michael Jacksonachtige liedjes en slaakt typische Michael Jackson-gilletjes.

## Het verhaal
De vier jongens maken kennis met Mr. Jefferson (Michael Jackson in vermomming) en zijn zoontje Blanket (die altijd zijn gezicht moet bedekken), die net in South Park zijn komen wonen. Mr. Jefferson heeft zijn huis en tuin vol kermisattracties en speelgoed, inclusief een trein, en nodigt alle kinderen bij hem huis uit om met hem te spelen. Al snel blijkt dat hij niet zozeer dol op kinderen is maar zichzelf als een kind gedraagt, waardoor hij geen goede vader voor Blanket is. Wanneer Stans ouders hem voor het diner uitnodigen blijkt hij ook minder goed om te kunnen gaan met volwassenen. Kyle heeft zijn twijfels over Mr. Jefferson maar Cartman is dol op hem en al zijn speelgoed.
Die nacht komt Mr. Jefferson in Peter Pankostuum bij Stan terwijl Blanket doelloos over straat zwerft en door Kyle wordt opgepikt. Intussen komt ook Cartman omdat hij bang is dat de andere jongens Mr. Jefferson als vriend proberen 'in te pikken'. Stan laat met tegenzin iedereen bij hem in bed slapen en heeft een nachtmerrie over Mr. Jefferson die Cartman misbruikt. De volgende ochtend koopt Mr. Jefferson Stans geschokte ouders om maar Stans moeder verbiedt de jongens toch nog naar Mr. Jefferson te gaan, hoewel Cartman zich daar niets van aantrekt.
De politie is intussen een zaak tegen meneer Jefferson aan het opbouwen, want de politie heeft een grote hekel aan rijke zwarten en probeert ze op grond van vals bewijs te laten veroordelen. Groot is de verrassing als de agenten Mr. Jefferson zien en het blijkt dat hij niet zwart maar blank is. De politie breekt de operatie af maar hervat deze later als blijkt dat hun collega's in Santa Barbara een soortgelijk geval hadden. Een rijke zwarte die er ook als een blanke uitzag was hier valselijk beschuldigd van kindermisbruik, maar hij had zijn borg betaald en was verdwenen. De politie beseft dat dit best weleens Mr. Jefferson zou kunnen zijn.
Wanneer Mr. Jefferson Blanket uit een raam laat bungelen maakt Kyle zich zorgen over diens veiligheid en de jongens proberen Blanket te ontvoeren en te vervangen door een vermomde Kenny. Ze worden betrapt door Mr. Jefferson wiens gezicht inmiddels is verminkt door een teveel aan plastische chirurgie. Een achtervolging volgt, tot de politie Mr. Jefferson staande houdt. Cartman neemt het voor Mr. Jefferson op en zegt dat hij alleen maar apart is omdat hij zelf nooit een jeugd heeft gehad, maar Kyle wijst erop dat Mr. Jefferson zich moet realiseren dat iemand die kinderen neemt zelf volwassen moet worden. Mr. Jefferson ziet zijn fout in en verklaart dat hij zijn bezittingen weg zal geven, een normale baan gaat nemen, en Blanket een normale jeugd zal bezorgen. De politie laat hierop de zaak vallen, want het heeft geen enkele zin een arme zwarte in de gevangenis te gooien. Mr. Jefferson sluit hierop de episode af met een op 'Heal the world' lijkend lied.

## Trivia
- Kenny sterft doordat hij in vermomming door Mr. Jefferson voor Blanket wordt aangezien. Mr. Jefferson speelt te ruw met hem en gooit hem met zijn hoofd door het plafond.
- Het is ook een van de weinige momenten waarop Kenny zonder parka te zien is en ook duidelijk verstaanbaar praat.